# Palazzo Carminali Bottigella

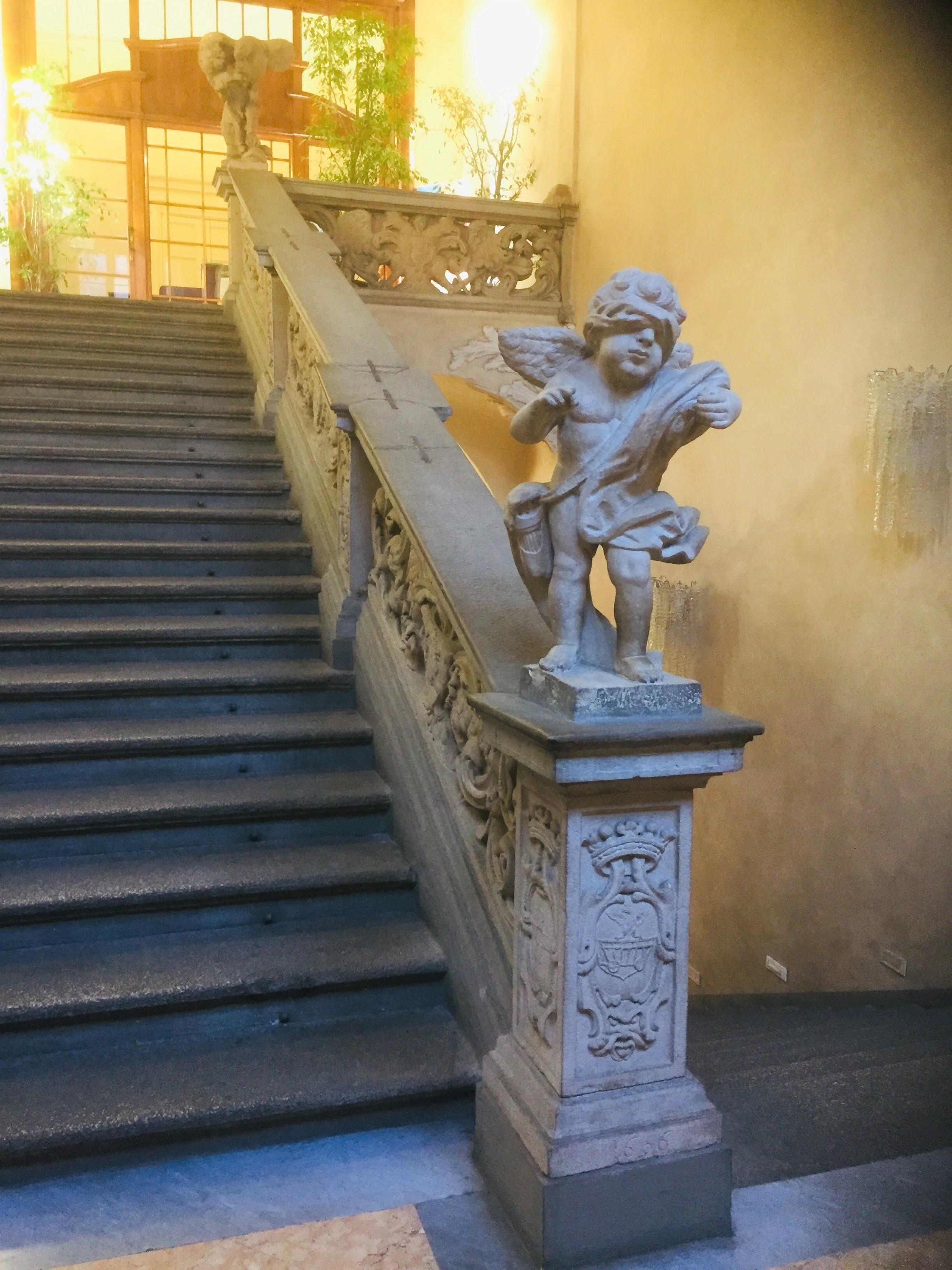
L'escalier baroque (1696).

Le Palazzo Carminali Bottigella est un palais noble construit par l'ancienne famille Beccaria de Pavie. La structure originale de l'ère Sforza a été construite entre 1490 et 1499. La façade, qui conserve les décorations en terre cuite d'origine, est l'un des principaux exemples de construction civile de la Renaissance à Pavie.

## Histoire
Les premiers propriétaires du bâtiment étaient les Beccaria, qui au moins depuis 1348 possédaient une bonne quantité de biens immobiliers dans le quartier de Porta Marenga.
En 1695, le bâtiment fut acquis par Giovanni et Flavio Carminali, une famille de nobles marchands de Bergame, présents dans la ville depuis la seconde moitié du XVIe siècle. Les Carminal y ont déménagé de leur ancienne résidence de la Piazza Vittoria, près de l'église de Santa Maria Gualtieri. Les nouveaux propriétaires ont promu d'importants travaux d'agrandissement de la maison. Le grand escalier baroque à deux volées, accolé au côté est de l'édifice, porte la date 1696 gravée sur le pilier central de la balustrade, ornée de 18 blasons. 
En 1763, le palais passa, par testament de Pier Francesco Carminati, à ses cousins Ottavio et Francesco Malaspina Giorgi di Sannazzaro et, en 1784, il fut vendu à Antonio Picchiotti, vicaire de l'évêque, qui à son tour le laissa à son neveu. Baldassare Bottigella. En 1866, la résidence passa aux mains des Vico et, après être devenue le siège de la Casa del Fascio, en 1946, elle passa aux mains de l'Association provinciale des marchands.

Détails architecturaux des façades
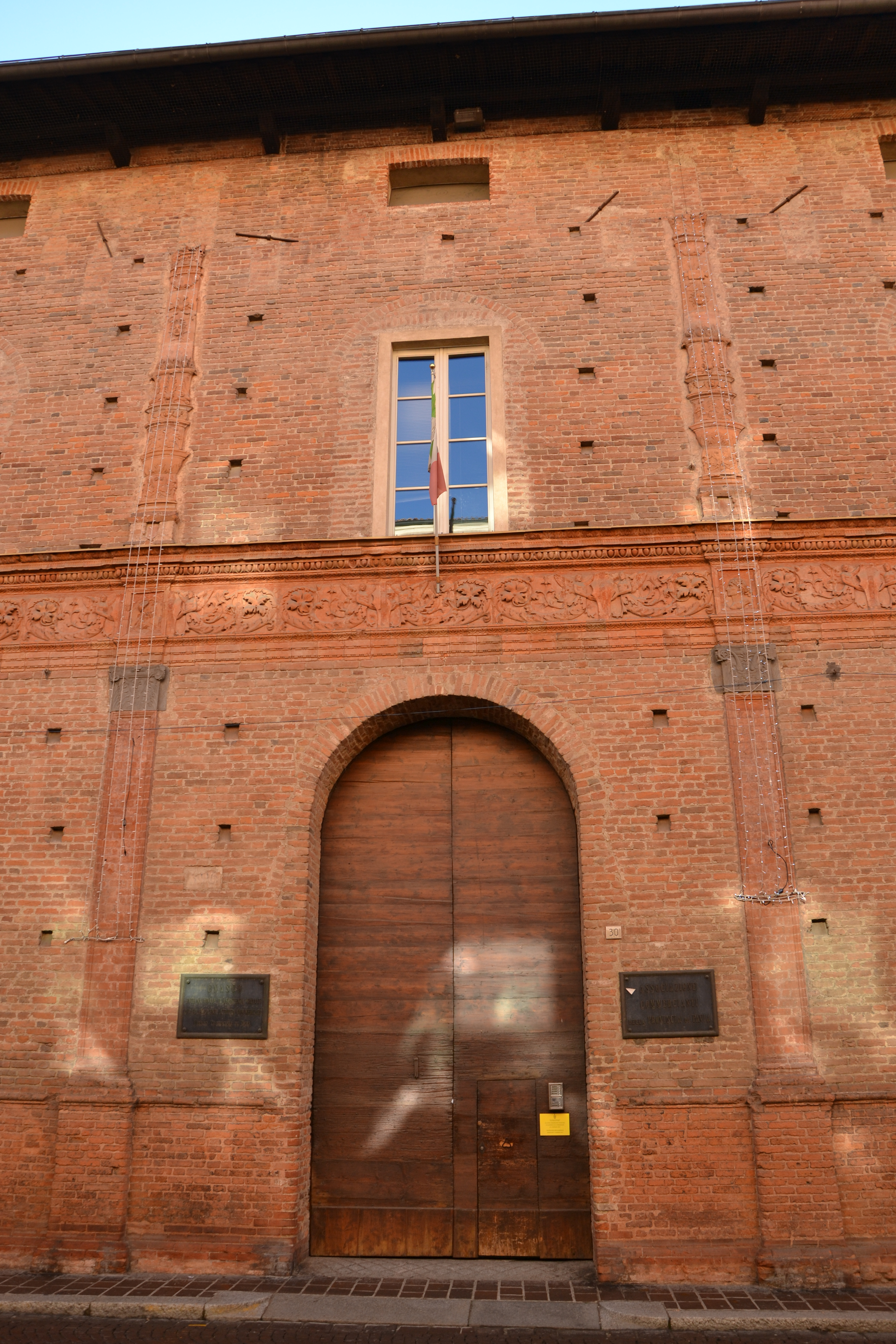
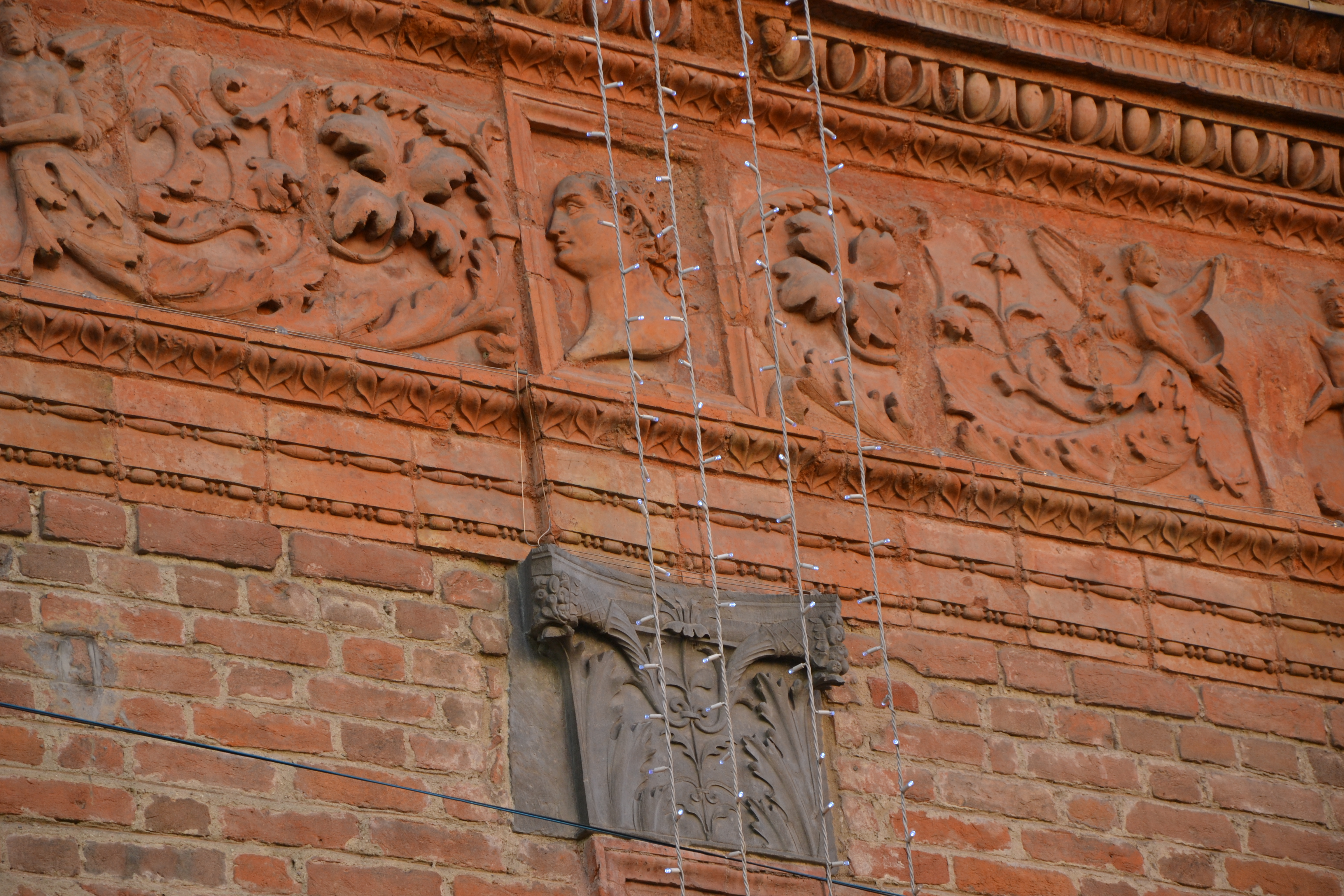
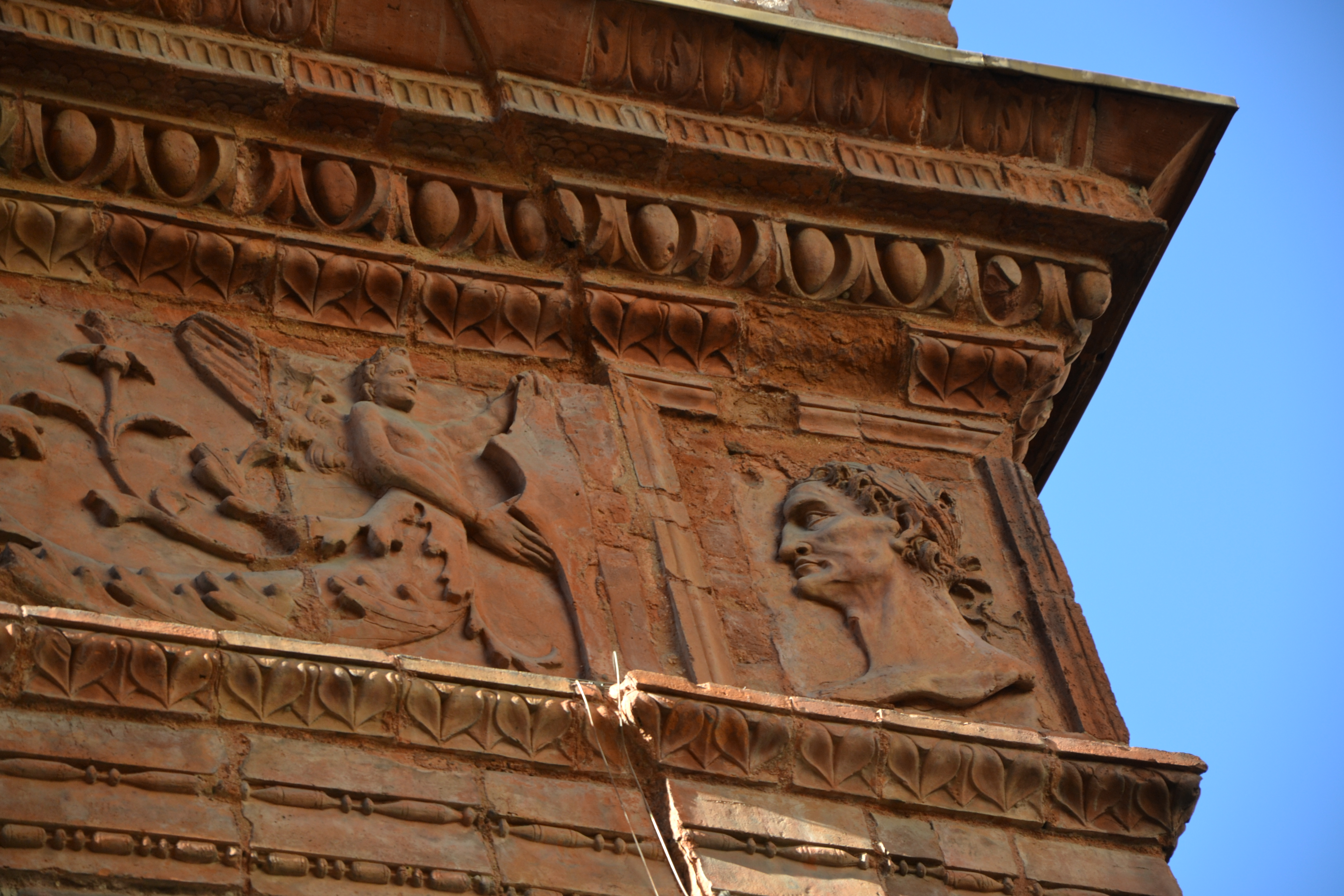
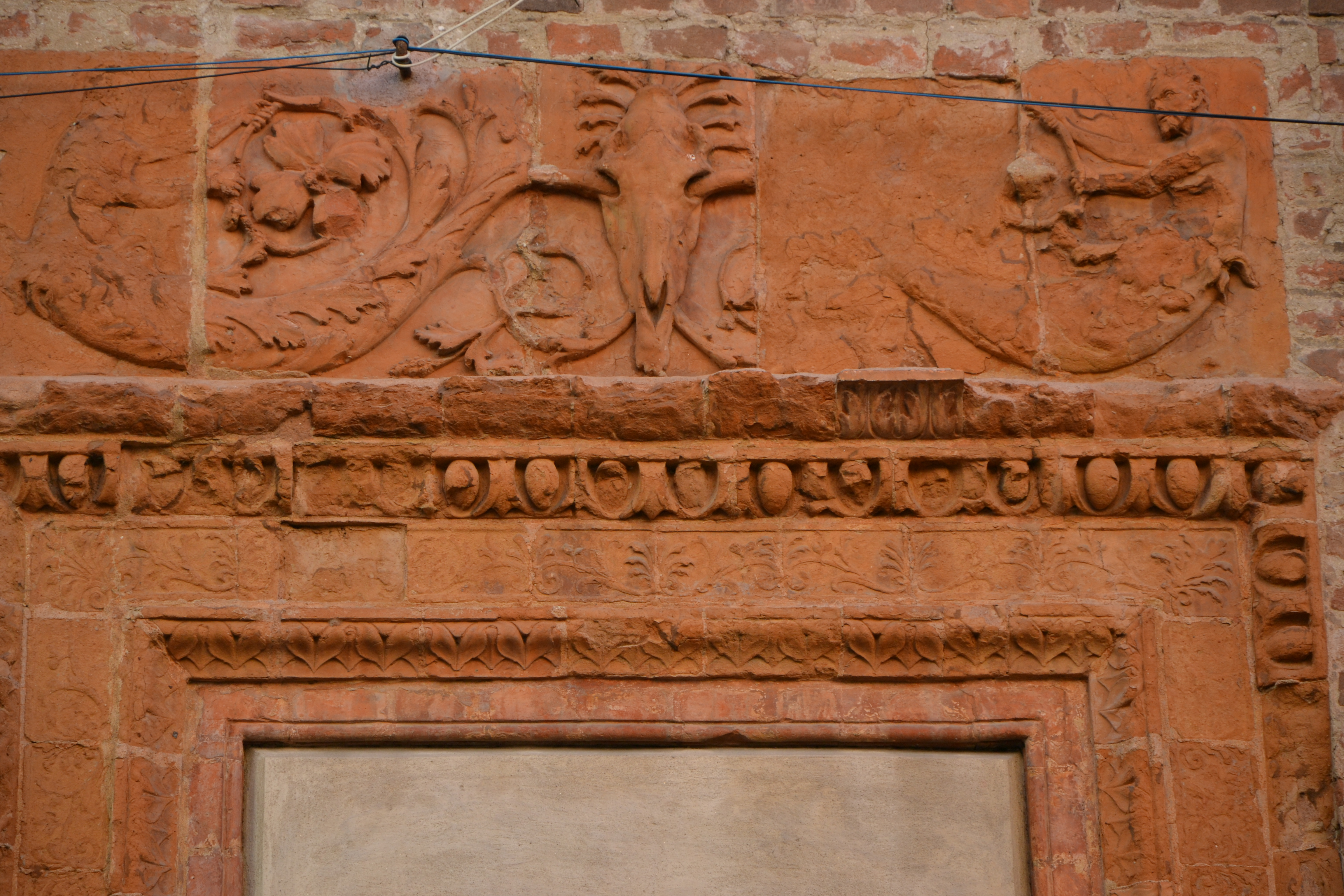

## Architecture
En ce qui concerne sa construction, des attributions à Bramante et Giovanni Antonio Amadeo ont été émises. Certains actes notariés rédigés entre 1491 et 1496 témoignent que, dans ces années-là, Andrea Beccaria et ses frères ont payé des tailleurs de pierre milanais, Alessandro Bossi et Domenico Solari, alors engagés dans la reconstruction de la famille domus magna, et donc probable que le palais actuel l'a remplacé un ancien manoir de la famille (dont subsiste la tour, accolé à la partie ouest de la façade, aujourd'hui coupé et abaissé à la même hauteur que le bâtiment). Cependant, les travaux de construction du bâtiment ont été dirigés par l'ingénieur ducal Martino Fugazza. 
La façade faisant face au Corso Cavour est entièrement en brique et non achevée, mais ce qui existe est suffisamment révélateur des intentions du concepteur. La surface, prolongée en deux étages hors sol plus un sous les combles, qui est restée entièrement en brique apparente, est divisée en deux parties par la longue rangée de filets en terre cuite, décorée de motifs végétaux où s'entremêlent écussons et profils de personnages marqués par un goût typiquement renaissance. Ce parcours acrobatique est idéalement soutenu par des pilastres en terre cuite à chapiteaux de marbre au rez-de-chaussée. Et, à son tour, il abrite autant de lustres-colonnes, toujours en terre cuite. Chacun des fonds ainsi obtenus (qui auraient peut-être dû être enduits à l'origine) était destiné à abriter une fenêtre, entourée d'un encadrement, surmontée d'un décor de faunes et de bucranes, également en terre cuite. Cependant, seuls les deux situés à l'extrémité gauche du rez-de-chaussée ont été achevés, tandis qu'au premier étage, tant la taille que la forme en arc que l'on peut lire dans les traces des ouvertures d'origine suggèrent l'intention de placer des fenêtres à meneaux. 
Ce groupe peut en partie rappeler d'autres appartenant à des palais de la vallée du Pô mais pas à Pavie : en particulier le palais Mozzanica à Lodi et le palais Landi à Plaisance, tous deux avec une bande horizontale similaire qui sépare la zone inférieure de la zone supérieure, mais ils ont ni pilastres ni candélabres-colonnes. Les intérieurs ont été largement remodelés entre les XVIIe et XVIIIe siècles et conservent des stucs et des fresques baroques, tandis qu'au milieu du grand escalier se trouvent les dalles funéraires du XVe siècle des membres de la famille Bottigella de l'église de San Tommaso.